# Пернети, Антуан-Жозеф
Антуа́н-Жозе́ф Пернети́ (фр. Antoine-Joseph Pernety), прозванный Дом Пернети́ (Dom Pernety; 23 февраля 1716 года, Роан — 16 октября 1796 года, Авиньон) — французский монах-бенедиктинец, отказавшийся от сана; эрудит, алхимик, иллюминат и писатель; основатель оккультного общества сначала в Берлине, затем в Авиньоне, — известного как «Авиньонское общество».

## Биография
Вначале бенедиктинский монах. В 1757 году, в библиотеке парижского аббатства Сен-Жермен-де-Пре открыл для себя герметизм.
В 1763—1764 годах принял участие в экспедиции Бугенвиля на Мальвинские острова в качестве духовника и естествоиспытателя; впоследствии издал сочинение с описанием похода (1769 год).
Затем увлёкся оккультизмом и отказался от рясы. Искал зашифрованную информацию в египетских и греческих мифах; среди героев и богов старался найти сокрытые тайные знания; устанавливал «связь с Небом» для получения новых знаний.
В Авиньоне вступил в масонскую ложу Sectateurs de la Vérité. Бежал от инквизиции из Авиньона в Берлин, к Фридриху II, назначившему его хранителем королевской библиотеки. Занимался поисками философского камня. Проникся идеями шведа Сведенборга, и основал, вместе с польским графом Т. Грабянка (1740—1807 годы), в Берлине масонско-теософическую секту. Его прозелитизм не понравился Фридриху; отлучённый от двора, Пернети вернулся в конце 1784 года в отечество, сопровождаемый польским графом. В Авиньоне он принял приглашение маркиза de Vaucroze обосноваться в одном из его поместий, а именно в Бедарриде, ставшим «храмом на горе Фавор» (Temple du Mont Thabor) для «авиньонских иллюминатов». В их братском обществе насчитывалось более ста членов.
Из-за революции и смерти Пернети в 1796 году общество распалось, но нашло продолжение в Санкт-Петербурге с 1805 по 1807 годы как «Общество Грабянки».

## Издания
После Пернети остались сочинения по богословию, философии, истории, алхимии, психологии, живописи и скульптуре.
- «Словарь мифов герметизма» (Dictionnaire mytho-hermétique, 1758);
- «Египетские и греческие мифы с объяснением иероглифов Троянской войны» (Les Fables égyptiennes et grecques dévoilées et réduites au même principe, avec une explication des hiéroglyphes et de la guerre de Troye, 1758);
- Дневник об экспедиции Бугенвиля на Мальвинские острова (Journal historique d’un voyage fait aux îles Malouines en 1763 et 1764 pour les reconnoître et y former un établissement et de deux voyages au détroit de Magellan avec une relation sur les Patagons, 2 т., 1769).